# 티파니 그랜트

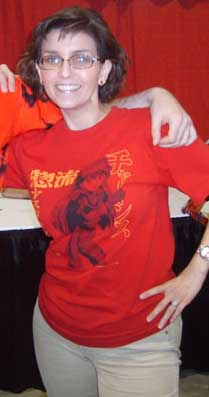

티파니 그랜트(Tiffany Grant, 1968년 10월 11일 ~ )는 미국의 성우, 텔레비전 배우, 영화배우, 각본가이다.
휴스턴에서 태어났다.

## 영화
- 엘펜리트 (2004년)
- 크르노 크루세이드 (2004년)
- 풀 메탈 패닉 - 2기 (2003년)
- 초중신 그라비온 (2002년)
- 파루무의 나무 (2002년)
- 아즈망가 대왕 - 2002년 시리즈 (2002년)
- 기동천사 엔젤릭 레이어 (2001년)
- 아즈망가 대왕 (2001년)
- 나데시코 더 무비: 더 프린스 오브 다크니스 (1998년)
- 신세기 에반게리온 - 데스 & 리버스 (1997년)
- 명탐정 코난 (1996년)
- 건스미스 캐츠 (1995년)
- 신 해저군함 (1995년)
- 마법소녀 리나 - 완전무결 (1995년)
- 골든 보이 (1995년)
- 더티 페어 플래시 (1994년)
- 패스트 겟어웨이 2 (1994년)
- 짱구는 못말려 (1992년)
- 성전사 단바인 (1983년)